# Innocenzo Milliavacca
Innocenzo Milliavacca (Milano, 16 luglio 1635 – Asti, 21 febbraio 1714) è stato un vescovo cattolico italiano.
È stato vescovo di Asti tra il 1693 e il 1714.

## Biografia
Nato da una nobile famiglia milanese, era monaco cistercense nell'Abbazia di Chiaravalle e poi in quella dei Tre Magi a Voghera. Nel 1674 venne nominato abate commendatario dell'Abbazia di Santa Maria di Casanova ubicata tra Poirino e Carmagnola. Trovata una situazione deplorevole, si industriò incessantemente per la riorganizzazione amministrativa ed economica del patrimonio abbaziale: curò lo spianamento di gerbidi per convertirli a prati e campi, incrementò gli allevamenti, realizzò peschiere e vigne, fece mettere a dimora oltre mille gelsi e altrettanti alberi da frutta, riparò le vecchie cascine e ne costruì di nuove con stalle, porcili e pollai; rifece l'osteria, riparò i mulini, riassestò strade, ponti e canali; ma soprattutto provvide al rifacimento pressoché totale dell'edificio abbaziale. quanto alla chiesa provvide al suo impreziosimento artistico: chiamò infatti a questo compito valenti artisti che lasciarono opere che fortunatamente si possono ancora oggi ammirare: il pittore Federico Cervelli (a lui si devono la grande pala dell'Assunta e le tredici tele che raccontano episodi della vita della vergine), gli stuccatori luganesi Antonio e Francesco Maria Scala da Cadapiano), l'affrescatore Bartolomeo Guidobono cui si devono il grandioso trionfo della Vergine sulla volta dell'altar maggiore, i due affreschi laterali, l'intagliatore Giacomo Braeri autore del coro ligneo.
A 58 anni, nel 1693, con il favore di Vittorio Amedeo II di Savoia, venne designato da papa Innocenzo XII all'episcopio astigiano.

## Lo scenario politico
Il Piemonte, in quel periodo, si trovava in una difficile situazione politica: in guerra contro la Francia di Luigi XIV e alleato di Inghilterra, Spagna e Asburgo, doveva contrastare l'invasione da parte dei francesi, i quali focalizzarono i loro sforzi contro l'anello più debole della coalizione.
Nel 1695 le truppe di Luigi XIV accerchiarono Torino dando il pretesto al duca di Savoia di chiedere la tregua e così sganciarsi dall'alleanza.
Il 7 ottobre 1696 venne firmato l'armistizio a Vigevano e inevitabilmente, Vittorio Amedeo si attirò le inimicizie dei suoi ex-alleati senza per contro ottenere benevolenza dai francesi.
Il Milliavacca nel 1696, durante la sua visita pastorale della diocesi constatò l'estrema povertà della popolazione: città saccheggiate, agricoltura abbandonata, commercio interrotto, carestie e brigantaggio.
La nuova guerra di successione scoppiata dopo la morte di Carlo II fece ripiombare il Piemonte in una nuova guerra, ma nel 1706, proprio mentre la maggior parte del territorio piemontese era in mano ai francesi, la vittoria di Vittorio Amedeo a Torino riuscì a frenare le mire espansionistiche del re di Francia.

Il 9 settembre 1706, Vittorio Amedeo ordinò a tutti i vescovi piemontesi di cantare il Te Deum  a ringraziamento della vittoria che aveva salvato lo stato.

## L'operato

### Visite pastorali
Il vescovo Milliavacca, vista la delicata situazione politico-economica, volle essere molto vicino alla popolazione della diocesi e intraprese subito dopo la sua consacrazione la prima visita pastorale che iniziò nel 1694 e si protrasse fino al 1698.
Una seconda visita venne intrapresa nel 1708 ma gli avvenimenti bellici non gli permisero di portarla a completo compimento.

### Sinodi Diocesani
Terminata la prima visita pastorale, il 27 aprile 1699, convocò il sinodo diocesano. Dalla lettera di convocazione ai parroci, traspare come il vescovo fosse interessato a conoscere la situazione di ogni parrocchia:
In merito stampò "Il libro delle costituzioni sinodali" di 368 pagine di testo, in cui ancora un secolo dopo molte direttive del Milliavacca erano di attualità.
Nel libro, inoltre, veniva data un'attenzione particolare alla vita del Seminario vescovile; il vescovo redasse un regolamento ancora in vigore nei primi decenni del Novecento.

## Il vescovo Milliavacca promotore delle arti
(Pietro Giovanni Boatteri, Serie cronologica-storica de' Vescovi della Chiesa d'Asti, Asti, 1807)
Il vescovo Innocenzo proveniva dall'ambiente culturale milanese e portò in Asti un nuovo entusiasmo artistico. Il Milliavacca ebbe il merito di stimolare e incentivare gli artisti locali nella produzione di opere d'arte per la Chiesa di Asti.

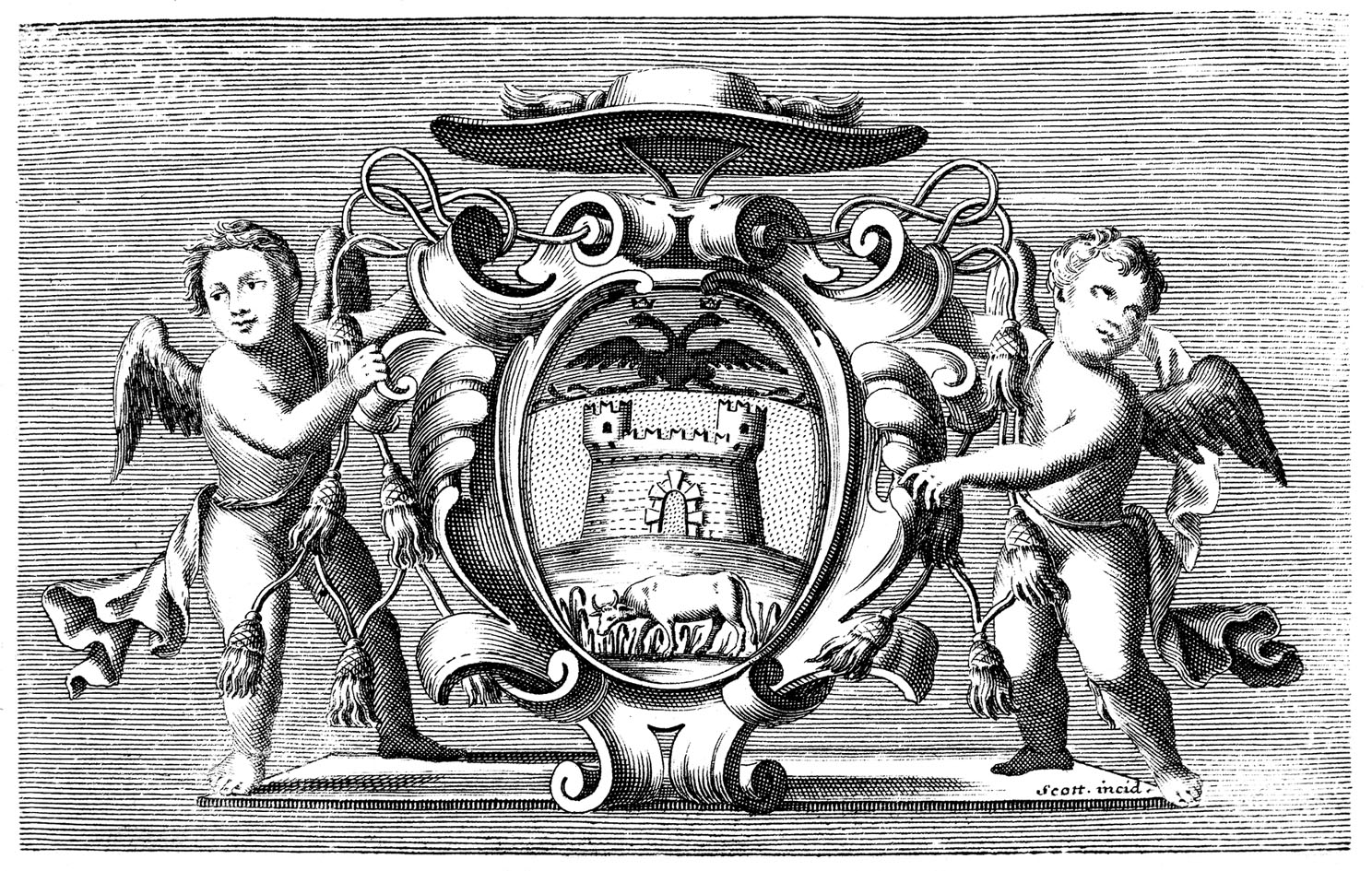
Stemma del Vescovo Milliavacca

Tra gli interventi più importanti si ricordano: 
- l'affresco delle volte della Cattedrale ad opera del milanese Francesco Fabbrica e del bolognese Bocca, l'affresco dei muri e le colonne al milanese Pietro Antonio Pozzi[3]
- alcuni ostensori per il tesoro della Cattedrale e della Collegiata
- il restauro e la decorazione pittorica della chiesa di Sant'Anna nel Borgo San Rocco
- l'affresco di una cappella nella chiesa di San Martino ad opera del pittore Aliberti
- affreschi nel sacello della Madonna del Portone
- il restauro della chiesa di San Silvestro

## Le esequie
La morte di monsignor Milliavacca, il 21 febbraio 1714, lasciò nello sconforto la popolazione astigiana.
Il corpo del vescovo venne esposto per tre giorni nella chiesa della Consolata e il funerale venne celebrato dall'abate del monastero di Casanova. Venne sepolto nella cappella di San Bernardino della cattedrale.
Nel suo testamento lasciò una somma per la costruzione dell'Opera pia della Presentazione della Vergine conosciuta come Opera pia Milliavacca per l'aiuto e il sostentamento delle donne nubili che non intendevano maritarsi ma per la mancanza di una dote cospicua in denaro non potevano abbracciare la vocazione monastica.

## Genealogia episcopale
La genealogia episcopale è:
- Cardinale Guillaume d'Estouteville, O.S.B.Clun.
- Papa Sisto IV
- Papa Giulio II
- Cardinale Raffaele Riario
- Papa Leone X
- Papa Paolo III
- Cardinale Francesco Pisani
- Cardinale Alfonso Gesualdo
- Papa Clemente VIII
- Cardinale Pietro Aldobrandini
- Cardinale Laudivio Zacchia
- Cardinale Antonio Barberini, O.F.M.Cap.
- Cardinale Marcantonio Bragadin
- Cardinale Gregorio Barbarigo
- Cardinale Marcantonio Barbarigo
- Vescovo Innocenzo Milliavacca, O.Cist.